# Wolfram Schultz
Wolfram Schultz (* 27. August 1944 in Meißen) ist ein deutsch-britischer Neurowissenschaftler an der University of Cambridge.
Schultz entdeckte biologische Grundlagen für wesentliche Annahmen der psychologischen Lerntheorie für Belohnung. Er benutzte Erkenntnisse aus der Lern- und der ökonomische Entscheidungstheorie, um Belohnungs- und Risikosignale in Zellen des dopaminergen Systems und anderen Teilen des Belohnungssystems (Striatum, Frontalhirn, Amygdala) zu finden. Er arbeitet mit verhaltensbiologischen, neurophysiologischen und bildgebenden Verfahren des Gehirns.
Schultz studierte in Hamburg und Heidelberg Medizin, Mathematik und Philosophie. Sein Medizinstudium schloss er 1972 ab. Als Postdoktorand arbeitete er bei Otto Creutzfeldt am Max-Planck-Institut für biophysikalische Chemie in Göttingen, bei John Carew Eccles an der University at Buffalo und bei Urban Ungerstedt am Karolinska-Institut nahe Stockholm. Von 1977 bis 2001 war Schultz an der Universität Freiburg (Schweiz), wo er sich 1981 für das Fach Physiologie habilitierte und zuletzt als Professor für Neurophysiologie tätig war. Seit 2001 ist er an der University of Cambridge, wo er eine Professur für Neurowissenschaften innehat.
Seit 2024 zählt der Medienkonzern Clarivate ihn aufgrund der Zahl der Zitationen zu den Favoriten auf einen Nobelpreis (Clarivate Citation Laureates).
Wolfram Schultz ist verheiratet und hat drei Kinder.

## Auszeichnungen (Auswahl)
- 2002 Golden Brain Award der Minerva Foundation[2]
- 2005 Neuronal Plasticity Prize der Fondation Ipsen (gemeinsam mit Ann Graybiel und Trevor Robbins)[3]
- 2009 Mitglied der Royal Society[4]
- 2013 Zülch-Preis der Max-Planck-Gesellschaft (gemeinsam mit Raymond Dolan)[5]
- 2014 Mitglied der European Molecular Biology Organization[6]
- 2017 Brain Prize der Grete Lundbeck European Brain Research Foundation[7]
- 2018 Gruber-Preis für Neurowissenschaften[8]
- 2019 Karl Spencer Lashley Award

## Veröffentlichungen (Auswahl)
- mit P. Apicella und T. Ljungberg: Responses of monkey dopamin neurons during learning of behavioral reactions. In: Journal of Neurophysiology. Band 67, 1992, S. 145–163.
- mit P. Apicella und T. Ljungberg: Responses of monkey dopamin neurons to reward and conditioned stimuli during steps of learning a delayed response task. In: Journal of Neuroscience. Band 13, Nr. 3, 1993, S. 900–913.
- mit P. Dayan und PR. Montague: A neural substrate of prediction and reward. In: Science. Band 275, 1997, S. 1593–1599.
- Multiple reward signals in the brain. In: Nature Reviews Neuroscience. Band 1, 2000, S. 199–207.
- Wolfram Schultz (2016): Dopamine reward prediction error coding, Dialogues in Clinical Neuroscience, 18:1, 23-32, DOI:10.31887/DCNS.2016.18.1/wschultz.
- Sébastien Tremblay, Leah Acker, Arash Afraz, Daniel L. Albaugh, Hidetoshi Amita, Ariana R. Andrei, Alessandra Angelucci, Amir Aschner, Puiu F. Balan, Michele A. Basso, Giacomo Benvenuti, Martin O. Bohlen, Michael J. Caiola, Roberto Calcedo, James Cavanaugh, Yuzhi Chen, Spencer Chen, Mykyta M. Chernov, Andrew M. Clark, Ji Dai, Samantha R. Debes, Karl Deisseroth, Robert Desimone, Valentin Dragoi, Seth W. Egger, Mark A.G. Eldridge, Hala G. El-Nahal, Francesco Fabbrini, Frederick Federer, Christopher R. Fetsch, Michal G. Fortuna, Robert M. Friedman, Naotaka Fujii, Alexander Gail, Adriana Galvan, Supriya Ghosh, Marc Alwin Gieselmann, Roberto A. Gulli, Okihide Hikosaka, Eghbal A. Hosseini, Xing Hu, Janina Hüer, Ken-ichi Inoue, Roger Janz, Mehrdad Jazayeri, Rundong Jiang, Niansheng Ju, Kohitij Kar, Carsten Klein, Adam Kohn, Misako Komatsu, Kazutaka Maeda, Julio C. Martinez-Trujillo, Masayuki Matsumoto, John H.R. Maunsell, Diego Mendoza-Halliday, Ilya E. Monosov, Ross S. Muers, Lauri Nurminen, Michael Ortiz-Rios, Daniel J. O’Shea, Stéphane Palfi, Christopher I. Petkov, Sorin Pojoga, Rishi Rajalingham, Charu Ramakrishnan, Evan D. Remington, Cambria Revsine, Anna W. Roe, Philip N. Sabes, Richard C. Saunders, Hansjörg Scherberger, Michael C. Schmid, Wolfram Schultz, Eyal Seidemann, Yann-Suhan Senova, Michael N. Shadlen, David L. Sheinberg, Caitlin Siu, Yoland Smith, Selina S. Solomon, Marc A. Sommer, John L. Spudich, William R. Stauffer, Masahiko Takada, Shiming Tang, Alexander Thiele, Stefan Treue, Wim Vanduffel, Rufin Vogels, Matthew P. Whitmire, Thomas Wichmann, Robert H. Wurtz, Haoran Xu, Azadeh Yazdan-Shahmorad, Krishna V. Shenoy, James J. DiCarlo, Michael L. Platt, An Open Resource for Non-human Primate Optogenetics, Neuron, Volume 108, Issue 6, 2020, Pages 1075-1090.e6, https://doi.org/10.1016/j.neuron.2020.09.027.